# Otterbein
Otterbein è un comune degli Stati Uniti d'America, situato nello Stato dell'Indiana, diviso tra la contea di Benton e la contea di Tippecanoe.